# Paper Mario: The Thousand-Year Door
Paper Mario: The Thousand-Year Door – gra wydana na konsolę GameCube. Podobnie jak w grze Paper Mario, postacie są dwuwymiarowe.

## Fabuła
Pewnego dnia Księżniczka Peach odnajduje mapę do znalezienia Kryształowych Gwiazd. Zostaje porwana przez tajemniczą grupę X-Nautów. Gdy Mario znajduje tę samą mapę co księżniczka 
wyrusza jej na pomoc.